# Naja melanoleuca
Il cobra della foresta, nome scientifico Naja melanoleuca, è un serpente velenoso appartenente alla famiglia Elapidae. È conosciuto anche con i nomi di cobra nero o cobra dalle labbra nere.
Il termine Naja deriva dal sanscrito e significa letteralmente cobra. Il nome della specie, melanoleuca, deriva dai termini greci melano che significa nero e leuca che significa bianco.
Il cobra della foresta è la specie di cobra più grande che esista (il cobra reale non viene considerato, in ambito scientifico, come cobra, infatti si chiama Ophiophagus hannah)
Il genere Naja si divide in diversi sottogeneri in base a vari fattori, tra cui morfologia, dieta e habitat. Il Naja melanoleuca appartiene al sottogenere Boulengerina.

## Aspetto
Come abbiamo già detto, il cobra della foresta è un serpente decisamente grande. La sua lunghezza media è tra 1,5 e 2,5 m. La lunghezza massima documentata per questa specie è addirittura di 3,09 m. In questa specie gli esemplari maschi e femmine raggiungono dimensioni simili.
Il corpo ha un aspetto spesso, cilindrico ma lievemente compresso dorso-ventralmente, con la coda di media lunghezza ed affusolata. La testa è appiattita e poco distinta dal corpo. Il muso è arrotondato, gli occhi di medie dimensioni con le pupille rotonde. I denti veleniferi misurano circa 3,5 mm.
Ai lati della testa il cobra della foresta presenta delle strisce bianche e nere che gli attraversano le mandibole.
Le squame dorsali sono fortemente oblique e lisce, cosa che dona al serpente un aspetto lucido.
Le vertebre cervicali sono lunghe e capaci di espandersi per aprire un lungo cappuccio, a forma di cuneo.
Il colore varia a seconda della zona geografica di distribuzione. In Angola, Kenya e Sierra Leone questi serpenti sono neri con gola e ventre bianchi. Nella savana dell’Africa occidentale il dorso del Naja melanoleuca è interamente percorso da bande nere e gialle, con coda nera e ventre e gola gialli. Nella pianura costiera orientale invece, il cobra della foresta è marrone o nerastro, con il ventre giallo o color crema.

## Habitat
Il Naja melanoleuca vive in una vasta gamma di habitat, dal livello del mare fino a 2.800 m di altitudine. È infatti l’unico cobra africano che riesce a sopravvivere nelle foreste di alta quota.
Possiamo incontrarlo nelle foreste di alta e bassa quota, tropicali e subtropicali. Vive però anche nelle savane, nelle praterie e nei boschi. Nelle zone più secche è facile che il cobra della foresta scelga le vicinanze di fiumi e dei torrenti.
Dato che il suo habitat si sta inesorabilmente restringendo, il cobra della foresta ha imparato ad adattarsi anche negli ambienti vicino agli esseri umani. È infatti possibile scorgerlo sugli alberi nelle piantagioni di frutta.

## Comportamento
Il cobra della foresta è un animale diurno nelle zone disabitate e notturno nelle zone urbane nei pressi delle attività umane. Quando non è attivo si nasconde nei buchi del terreno, nei tronchi cavi o tra le rocce. Nelle zone urbane invece, occupa edifici abbandonati o mucchi di rifiuti.
Prevalentemente terrestre, è un eccellente arrampicatore, veloce ed elegante. Riesce ad arrampicarsi sugli alberi fino a 10 m di altezza ed oltre.
Il Naja melanoleuca è il più acquatico dei cobra. È usuale vederlo nuotare e se ne deduce che ami particolarmente l’acqua, tanto da essere considerato da alcuni un serpente semi acquatico.
Per percepire le prede ha a disposizione molti mezzi. Prima di tutto ha un’ottima vista e questo gli permette di scattare ad ogni movimento improvviso. La lingua gli permette di rilevare le molecole degli odori nell'aria. Così riesce ad identificare la presenza di prede nelle vicinanze ma anche i feromoni delle femmine recettive.
Inoltre, anche se non hanno le orecchie, questi rettili rilevano le vibrazioni che vanno da 50 a 1000 Hz attraverso i nervi spinali che le trasmettono all'orecchio interno.
Il cobra della foresta è considerato piuttosto aggressivo e di conseguenza uno dei serpenti più pericolosi dell’Africa.
È un animale sempre vigile, attento e nervoso. Quando si sente minacciato solleva la parte anteriore del corpo nella classica posizione di attacco ed emette dei sibili. Per apparire più grande e spaventare gli aggressori estende il suo cappuccio. Se dopo questi avvertimenti la minaccia persiste, il cobra non esiterà minimamente a mordere. Colpisce molto velocemente e anche da distanze considerate ampie per altri serpenti.

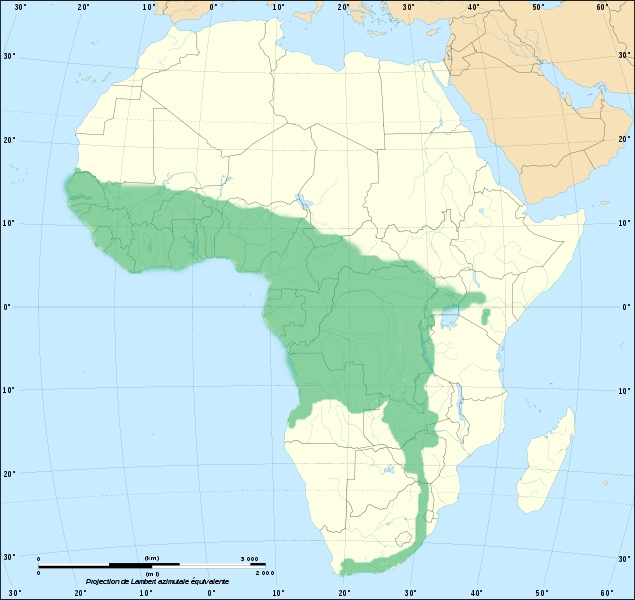
Habitat approssimativo di Naja melanoleuca

Il cobra della foresta non sputa né spruzza il suo veleno.
Questa specie è considerata dagli erpetologi la più intelligente tra tutti gli elapidi africani.

## Veleno
Il veleno del cobra della foresta ha un LD50 sub cutaneo pari a 0,22 mg/kg e può essere letale per gli esseri umani.
È un veleno neurotossico, che agisce cioè sulle cellule del sistema nervoso e contiene dei componenti che disabilitano la risposta immunitaria del corpo. Come se non bastasse, questo veleno ha proprietà anticoagulanti e proibisce l’aggregazione delle piastrine.
Inoltre questo serpente è in grado di iniettare una grande quantità di veleno. La resa media del veleno del cobra della foresta in un solo morso è di 570 mg ma può arrivare ad un massimo di 1102 mg, che è davvero tantissimo.
Fortunatamente, i casi di avvelenamento umano a causa del Naja melanoleuca sono rari. I suoi morsi agli uomini sono i meno frequenti rispetto a tutti i cobra africani, probabilmente perché questo rettile preferisce stare alla larga dagli esseri umani. Tuttavia le statistiche ci dicono che le persone che praticano attività agricole o rurali rischiano maggiormente di essere morse dal cobra della foresta.

### Sintomi
La sintomatologia da avvelenamento del cobra della foresta, è molto simile a quella del cobra egiziano.
I sintomi locali di avvelenamento sono dolore, grave gonfiore, lividi, vesciche e necrosi.
I sintomi più gravi includono:
- Mal di testa e/o febbre
- Pallore
- Nausea e vomito
- Dolore addominale e diarrea
- Vertigini
- Sonnolenza
- Perdita dell’udito
- Paralisi degli arti
- Atassia
- Ipotensione
- Tachicardia
- Difficoltà respiratoria
- Convulsioni
- Collasso

La morte può sopraggiungere per insufficienza respiratoria molto velocemente, entro 30/120 minuti dal morso del cobra della foresta.
Il tasso di mortalità di un morso non trattato di questo serpente non è noto, ma si ritiene che sia piuttosto alto.

## Trattamento di primo soccorso ed antidoto
Quando si viene morsi da una cobra della foresta è indispensabile raggiungere subito un ospedale. Nell’attesa dell’antidoto cercate di restate calmi per evitare che il cuore acceleri diffondendo il veleno.
Praticate una fasciatura a pressione  e steccate la parte colpita e cercate di tenerla immobile.
Non tagliate o succhiate la ferita, evitate di spalmare pomate o creme sul morso. Non prendete analgesici, perché potrebbero falsare i sintomi complicando il lavoro dei medici.
Contro il veleno del cobra della foresta esistono 6 tipi di antidoto. L’antidoto deve essere somministrato in modo tempestivo non appena i sintomi di avvelenamento saranno evidenti.

## Alimentazione
Il cobra della foresta si nutre di un’ampia varietà di prede. Sostanzialmente mangia tutto quello che riesce a cacciare: anfibi, lucertole, uova di uccelli, roditori, piccoli mammiferi, altri serpenti e pesci.

## Riproduzione
Il Naja melanoleuca è oviparo, depone cioè le uova.
La stagione dell’accoppiamento avviene una volta all’anno, tra ottobre e febbraio. I maschi, per avere diritto all’accoppiamento, affrontano dei combattimenti tra di loro, attorcigliandosi, spingendosi e mordendosi a vicenda.
Una volta conquistato il diritto di accoppiarsi con le femmine della zona, il cobra della foresta dominante sceglierà una femmina recettiva e la corteggerà. Il corteggiamento richiede diverse ore. La coppia si aggroviglia fino a che la femmina deciderà di accoppiarsi sciogliendosi dal groviglio. Il maschio si avvicinerà dondolando il capo e muovendo la lingua, per allinearsi alla compagna. Sia i maschi che le femmine possono accoppiarsi con più di un partner.
Quando la femmina alzerà la coda il maschio procederà all’accoppiamento, che durerà più di un’ora.
La femmina depone tra le 15 e le 26 uova negli alberi cavi, nelle buche del terreno o in nidi costruiti appositamente da lei per l’occasione. Durante il periodo riproduttivo e quando un intruso entra nel raggio del nido con le sue uova, le femmine diventano particolarmente aggressive e pericolose.
Dopo un periodo che va dai 55 agli 80 giorni, le uova si schiudono dando alla luce dei piccoli lunghi 20/25 cm e dal peso di circa 20 gr. I piccoli alla nascita hanno le ghiandole velenifere già sviluppate e sono quindi indipendenti perché perfettamente in grado di cacciare.
La maturità sessuale viene raggiunta a 2 anni di età dai maschi ed a 4 anni di età dalle femmine.
Il cobra della foresta è un serpente particolarmente longevo. Questo rettile vive in media 20 anni ma, in condizioni ottimali, può arrivare tranquillamente ai 30 anni. Il record per questa specie è detenuto da un esemplare di uno zoo in Australia che visse fino ad oltre 35 anni.

## Conservazione
Il cobra della foresta non è ancora stato inserito nella lista rossa IUCN, non si ritiene quindi che sia in via di estinzione.
Questa specie è predata principalmente dalle manguste che sono immuni al suo veleno. Il Naja melanoleuca è cacciato anche dal mamba nero, dai coccodrilli, dai maiali selvatici che si nutrono delle sue uova. I piccoli vengono spesso divorati da lucertole di grandi dimensioni e dai rapaci.
Sulla sopravvivenza di questo rettile stanno avendo un forte impatto anche la distruzione del suo habitat naturale e l’uccisione da parte dell’uomo per paura o per ignoranza.

## Diffusione
Il cobra della foresta è diffuso principalmente nell’Africa centro-occidentale. Possiamo trovarlo in Angola settentrionale, Benin, Burkina Faso, Burundi, Camerun, Repubblica centrafricana, Repubblica democratica del Congo, Repubblica del Congo, Costa d’Avorio, Guinea equatoriale, Etiopia, Gabon, Ghana, Guinea, Guinea Bissau, Kenya occidentale, Liberia, Malawi, Mali sud orientale, sud del Mozambico, Nigeria, Ruanda, Senegal, Sierra Leone, Sud Africa, Sudan, Tanzania, Togo, Uganda, Zambia, Zimbabwe orientale, Cabinda e Somalia.